# Atrichopogon muelleri
Atrichopogon muelleri är en tvåvingeart som först beskrevs av Cornelius Herman Muller 1905.  Atrichopogon muelleri ingår i släktet Atrichopogon och familjen svidknott. Arten är reproducerande i Sverige. Inga underarter finns listade i Catalogue of Life.